# جوناثان كوك
جوناثان كوك (14 ديسمبر 1989 - ) (بالإنجليزية: Jonathan Cook)‏ هو لاعب كريكت أسترالي. لعب مع Sydney Thunder ‏.

## وصلات خارجية
- جوناثان كوك على موقع إي آس بي آن كريك إنفو (الإنجليزية)